# Asienspiele 2022/Rugby
Bei den Asienspielen 2022 wurden vom 24. bis 26. September 2023 insgesamt zwei Turniere im Siebener-Rugby ausgetragen, davon je eines bei den Männern und bei den Frauen. Austragungsort war das 	Hangzhou Normal University Cangqian Campus Field.

## Bilanz

### Medaillenspiegel
| Platz  | Land     | Gold | Silber | Bronze | Gesamt |
| ------ | -------- | ---- | ------ | ------ | ------ |
| 1      | Hongkong | 1    | —      | 1      | 2      |
| 2      | China    | 1    | —      | —      | 1      |
| 3      | Japan    | —    | 1      | 1      | 2      |
| 4      | Südkorea | —    | 1      | —      | 1      |
| Gesamt | Gesamt   | 2    | 2      | 2      | 6      |

### Medaillengewinner
| Disziplin | Gold | Silber | Bronze |
| --------- | --- | --- | --- |
| Männer    | HongkongMax Woodward Michael Coverdale Alessandro Nardoni Max Denmark James Christie Liam Doherty Liam Herbert Cado Lee Hugo Stiles Russell Webb Salom Yiu Alexander McQueen | SüdkoreaKim Chan-ju Lee Jin-kyu Han Kun-kyu Chang Yong-heung Kim Nam-uk Kim Hyun-soo Jeong Yeon-sik Park Wan-yong Lee Geon Hwang In-jo Jang Jeong-min Kim Eui-tae                       | JapanKippei Ishida Taichi Yoshizawa Ryota Kano Junya Matsumoto Josua Kerevi Moeki Fukushi Kippei Taninaka Yoshihiro Noguchi Yu Okudaira Takamasa Maruo Taisei Hayashi Taiga Ishida |
| Frauen    | ChinaYan Meiling Xu Xiaoyan Gu Yaoyao Wang Wanyu Chen Keyi Wu Juan Yang Feifei Liao Jiuli Liu Xiaoqian Hu Yu Dou Xinrong Zhou Yan                                            | JapanChiharu Nakamura Marin Kajiki Fumikoedeiburijietto Otake Emii Tanaka Chiaki Saegusa Mei Ohtani Yume Hirano Rinka Matsuda Honoka Tsutsumi Yukino Tsujisaki Wakaba Hara Michiyo Suda | HongkongShanna Forrest Au Yeung Sin Yi Chloe Chan Natasha Olson-Thorne Melody Li Nam Ka Man Ho Tsz Wun Fung Hoi Ching Jessica Ho Stephanie Chan Tse Wing Kiu Chong Ka-yan          |